# Марта Чумало
Марта Чумало — українська гендерна експертка, феміністка, співзасновниця, заступниця голови, керівниця проєктів та психологиня Центру «Жіночі перспективи». Активістка захисту жінок від домашнього насильства, експертка з гендерної політики в кампанії проти сексизму «Повага». Перша українка, відзначена премією Улофа Пальме за видатні досягнення в правозахисній діяльності.

## Освіта і професійна діяльність
Освіта:
1993 — Львівський державний університет ім. І.Франка, фізичний факультет, спеціалізація — фізика.
1996 — Брюнельський Університет, Лондон, Велика Британія, українсько-британський проект «Підготовка тренерів для розвитку малого бізнесу в Україні», сертифікат про спеціалізацію — тренерка тренінгів «Розвиток малого бізнесу для жінок».
2013 — Міжрегіональна академія управління персоналом, факультет психології, спеціалізація — психолог, викладач психології у вищих навчальних закладах.
2017 — Всеукраїнський центр практичної психології та соціальної роботи, п'ятий проект з арт-терапії, Львів, сертифікат — арттерапія.
2017 — Український інститут когнітивно-поведінкової терапії, спеціалізація — схема-терапія.
Професійна діяльність Марти Чумало:
- Співавторка від України (разом із співавторками-експертками від Білорусі, Вірменії та Грузії) «Посібника по проведенню гендерного аудиту для використання в Національних Платформах Форуму громадянського суспільства країн Східного Партнерства»;
- Оглядачка від України у European Women's Lobby щодо забезпечення прав жінок в Україні;
- Член Української Асоціації когнітивно-поведінкової терапії;
- Сертифікована тренерка Ради Європи, ПРООН, ОБСЄ та ін[2].

## Проєкти
З 1997 року працює в Центрі «Жіночі перспективи».
Від 2017 року Марта Чумало — оглядачка від України у European Women's Lobby щодо забезпечення прав жінок в Україні, а також член Української асоціації КПТ-терапевтів, Коаліції з протидії дискримінації на правах індивідуальної експертки, сертифікована тренерка Ради Європи, ПРООН, ОБСЄ.
Авторка багатьох тренінгових програм, які проводила в Україні і за кордоном. Була національною і міжнародною експерткою з гендерної рівності та проведення тренінгів у багатьох міжнародних проектах в Україні й за кордоном. Брала участь у численних міжнародних стажуваннях, конференціях. Експертка з гендерної політики кампанії проти сексизму «Повага».
Керівниця низки проектів — «Права працюючих жінок», «Врахування гендерних аспектів у діяльності „негендерних“ установ і організацій» та ін.
У 2016 році стала однією з трьох розробниць (разом з адвокатками Галиною Федькович і Христиною Кіт) курсу дистанційного навчання «Правова допомога потерпілим від домашнього насильства» для адвокатів, працівників центрів і бюро правової допомоги, для інших зацікавлених сторін, які працюють з людьми, котрі зазнають насильства в сім'ї. Цей курс створила ГО «Центр „Жіночі перспективи“» за підтримки проекту «Доступна і якісна правова допомога в Україні», що його впроваджує Канадське бюро міжнародної освіти в партнерстві з Координаційним центром з надання правової допомоги та фінансує Міністерство міжнародних справ Канади.
У 2018 році у зв'язку з ухваленням Закону України «Про запобігання та протидію домашньому насильству», який набрав чинності 7 січня 2018 року, дистанційний курс було оновлено. Того ж року Чумало виступила однією із співавторок збірки «Проти насильства» (упорядниця Лариса Денисенко).
У листопаді-грудні 2017 року Марта Чумало здійснила гендерний аналіз всеукраїнського опитування, яке проводив Український інститут соціальних досліджень ім. Олександра Яременка з 27 вересня по 24 жовтня 2017 року в 24-х областях України і м. Києві. Усього було опитано 2002 респонденти. Результати аналізу представлено 3 травня 2018 року в секретаріаті Уповноваженого ВРУ з прав людини під час круглого столу-експертного обговорення «Стан дотримання прав внутрішньо переміщених осіб: гендерний зріз». Дослідження проводялось за підтримки ПРООН в Україні та Міністерства закордонних справ Данії в рамках проекту ГО «Група впливу». Чумало - співавторка від України «Посібника з проведення гендерного аудиту для використання в національних платформах Форуму громадянського суспільства країн Східного партнерства».

## Цитати
Цитати із інтерв'ю Тамари Марценюк із Мартою Чумало про підтримку жінок і феміністський активізм у Львові від 14 грудня 2017 року: 
«Я зіткнулася із сексуальними домаганнями з боку викладача. Тому вже зі студентських років стала більше усвідомлювати, що дівчата й жінки перебувають в іншому становищі порівняно з чоловіками. Потім я пішла працювати в транспортну компанію. Цей досвід роботи мене переконав, що є певні сфери, де жінки мусять долати більше перешкод, ніж чоловіки, — це фінанси, ухвалення рішень, сфери впливу тощо».
"Середина 90-х років — то був дуже складний період. Пригадую, що міський центр зайнятості видавав газету «Шанс», і там у правому горішньому куточку було число — кількість претендентів на одне робоче місце. Дуже мені запам'яталося, що тоді це було близько ста людей на одне робоче місце, і переважна більшість серед них (біля 75 %) — це були жінки".
«…у квітні 1998-го отримали реєстраційні документи на Центр „Жіночі перспективи“. Співзасновницями стали Любов Максимович, Світлана Бєляєва, Галина Федькович, Ірина Трохим і я. Усі ми досі працюємо в організації. Перший проект, який ми реалізовували, називався „Я повертаюся“. Ми скерували свої зусилля на тих жінок, які багато років провели в післяпологовій відпустці, жили на допомогу по безробіттю або перебували за межами країни. Ідея була в тому, щоб підвищити їхню спроможність на ринку праці. Ми проводили тематичні тренінги, додали ще комп'ютерні курси, адже почали розвиватися інформаційні технології.»
Марта Чумало ро найбільші успіхи українського руху в добу незалежності: 
«Для мене це передусім ухвалення двох Законів України — „Про забезпечення рівних прав і можливостей жінок і чоловіків“[19] (2005) та „Про попередження насильства в сім'ї“[20] (2001). Тепер ми вийшли на новий рівень, адже ухвалено ще один закон — „Про запобігання та протидію домашньому насильству“»

## Публікації та виступи
- Марта Чумало. «Жінки у глибоких сільських районах сприймають насильство щодо них як норму» [Архівовано 31 жовтня 2019 у Wayback Machine.], 27 листопада 2017 року.
- Марта Чумало. «В українському соціумі бути не такими дуже складно.», Prostir.ua, 2 квітня 2015 року.
- «Сексизм і насильство щодо жінки — дві проблеми суспільства» [Архівовано 22 квітня 2019 у Wayback Machine.], Громадське радіо, Марта Чумало в ефірі від 2015.
- «Якої допомоги потребують жінки, котрі зазнали насильства?» [Архівовано 23 квітня 2019 у Wayback Machine.], Громадське радіо, Марта Чумало в ефірі від листопада 2018.
- «Три погляди на секс-роботу в Україні» [Архівовано 22 квітня 2019 у Wayback Machine.], Марта Чумало в Феміністичній майстерні, 18 грудня 2016 року.
- «Не місце для бойових дій», інтерв'ю з Мартою Чумало про домашнє насильство, Центр інформації про права людини [Архівовано 25 липня 2019 у Wayback Machine.], 11 травня 2016 року.
- Сайт громадської організації «Жіночі перспективи» [Архівовано 14 квітня 2019 у Wayback Machine.]
- Інтерв'ю з Мартою Чумало про підтримку жінок і феміністичний активізм у Львові [Архівовано 3 квітня 2019 у Wayback Machine.], Гендер в деталях, 11 вересня 2018 року.
- Марта Чумало: Синдром набутої безпорадності [Архівовано 22 квітня 2019 у Wayback Machine.], про сімейне насильство для порталу Інтерв'ю з України [Архівовано 22 квітня 2019 у Wayback Machine.], 11 травня 2018 року.
- Зґвалтування у шлюбі: Чому ви не винні секс чоловікові [Архівовано 22 квітня 2019 у Wayback Machine.], інтерв'ю-лікбез для порталу WoMo.ua [Архівовано 29 березня 2019 у Wayback Machine.].
- Шляхами українських мігранток: від дев’яностих до коронакризи. Інтерв’ю з Мартою Чумало, Спільне, 13 квітня 2021.
- «Жінка має знати, що їй є куди піти». Розмова з Мартою Чумало про домашнє насильство, Спільне, 11 травня 2021.